# Hammarby IF
L'Hammarby Idrottsförening est un club omnisports situé à Stockholm en Suède.
Il compte de nombreuses sections dont notamment :
- bandy,
- football masculin et féminin,
- handball,
- hockey sur glace,
- rugby à XV.

## Sections
| Sport                | Nom de la section                               | Création  | Affiliation | Infrastructure           |
| -------------------- | ----------------------------------------------- | --------- | ----------- | ------------------------ |
| Aviron               | Hammarby IF Roddförening                        | 1889      | 1889        |                          |
| Athlétisme           | Hammarby IF Friidrottsförening                  | 1897      | 1897        |                          |
| Bandy                | Hammarby IF BF                                  | 1905      | 1905        | Zinkensdamms IP          |
| Basket-ball          | Hammarby IF Basket                              | 1975      | 2015        | Farstahallen             |
| Boules               | Hammarby IF Bouleförening                       | 2002      | 2002        |                          |
| Bowling              | Hammarby IF Bowlingförening                     | 1938      | 1938        | Brännkyrka Bowlingcenter |
| Boxe                 | Hammarby IF Boxningsförening (en)               | 1919      | 1969        |                          |
| Bras de fer          | Hammarby IF Armbrytarförening                   | 2014      | 2014        |                          |
| Floorball            | Hammarby IF Innebandy                           | 1993      | 1993        | Sjöstadshallen           |
| Football             | Hammarby IF (masculins) Hammarby IF (féminines) | 1915 1970 | 1915 1970   | Tele2 Arena Hammarby IP  |
| Futsal               | Hammarby IF Futsal (en)                         | 2016      | 2016        | Eriksdalshallen          |
| Goalball             | Hammarby IF Goalbollförening                    | 2000      | 2000        |                          |
| Golf                 | Hammarby Golfklubb                              | 2019      | 2020        | Björkhagens GK           |
| Handball             | Hammarby IF Handboll                            | 1939      | 1939        | Eriksdalshallen          |
| Hockey sur glace     | Hammarby IF (hockey sur glace)                  | 2008      | 2013        | Hovet                    |
| Course d'orientation | Hammarby IF Orienteringsförening                | 1922      | 1922        |                          |
| Rugby à XV           | Hammarby IF RF                                  | 2000      | 2000        |                          |
| Speedway (moto)      | Hammarby Speedway (en)                          | 2003      | 2003        |                          |
| Ski                  | Hammarby IF Skidförening                        | 1937      | 1937        |                          |
| Tennis de table      | Hammarby IF Bordtennisförening                  | 1948      | 2010        |                          |